# Donava
Donava je druga najdaljša evropska reka (za Volgo), ki izvira v Schwarzwaldu na jugozahodu Nemčije (v zvezni deželi Baden-Württemberg), nakar teče 2860 kilometrov proti vzhodu/jugovzhodu do izliva v severni del Črnega morja na meji med Romunijo in Ukrajino. Delta Donave je na seznamu Unescove svetovne dediščine.
S svojim tokom skozi osrčje Evrope ima osrednji zgodovinski, gospodarski in kulturni pomen za srednje- in vzhodnoevropske narode. V njenem porečju živi okrog 81 milijonov ljudi, ki njene vode izkoriščajo za kmetijstvo in industrijo, v preteklih tisočletjih pa je bila pomembna predvsem kot koridor za migracije in naravna meja. Teče skozi glavna mesta štirih držav, Dunaj (Avstrija), Bratislavo (Slovaška), Budimpešto (Madžarska) in Beograd (Srbija), ki so obenem tudi največja mesta ob njej.

## Etimologija in variante imena
Ime Donava, katerega različice uporabljajo tudi v drugih jezikih (nemško Donau; v starejših zapisih tudi Donaw in Tonach, madžarsko Duna, hrvaško, srbsko in bolgarsko Dunav (Дунав), slovaško Dunaj; enako tudi češko, poljsko ter ukrajinsko in rusko (Дунай), romunsko Dunărea; latinsko Danubius ali Dānuvius; grško Danubis (Δούναβης) ali Istros (Ἴστρος); turško Tuna (nehri); italijansko in špansko Danubio; angleško in francosko Danube), verjetno izvira od Keltov, ki so v prvi polovici 1. tisočletja pr. n. št. zasedli ozemlje ob zgornjem toku. Reko so častili kot prinašalko življenja in smrti ter vez z onstranstvom. V njihovem jeziku je beseda danu pomenila »tok« - iz istega korena izhajajo tudi imena nekaterih drugih evropskih rek, kot so Don, Dneper in Dnester.
V Heziodovih in Herodotovih zapisih se pojavlja tudi pod imenom (H)Istrion /Hister, vendar je prišlo v splošno rabo keltsko ime, ki so ga prevzeli Rimljani, in sicer v latinizirani obliki Danubius.
Pri Slovencih se je uveljavilo poimenovanje reke, ki je prevzeto iz nemškega, z rečnim sufiksom -a, medtem ko se je na Slovenskem od zahodnoslovanskega poimenovanja ohranil le en pomen - ekskluzivno za mesto Dunaj.

## Hidrografija
Donava je edina velika evropska reka, ki teče od zahoda proti vzhodu. Po 2.857 km se izliva v Črno morje, vstopna točka v rečno delto je pri svetilniku v Sulini. Porečje pokriva 801.463 km², povprečen pretok je 6.857 m³/s ali 216,34 km³/leto.
Večina pritokov izvira v Alpah in se izlivajo v Donavo z desne strani. Najpomembnejši pritoki, z dopisanim pretokom, so:
- Iller s 70 m³/s
- Lech s 200 m³/s
- Naab s 49 m³/s
- Altmühl s m³/s
- Isar s 174 m³/s
- Inn s 730 m³/s
- Traun s 150 m³/s
- Aniža s 195 m³/s
- Morava (Češka) s 118,7 m³/s
- Raba s 63 m³/s
- Váh s 195,8 m³/s
- Hron s m³/s
- Ipel s 22 m³/s
- Drava s 577 m³/s
- Tisa s 794 m³/s
- Sava s 1.722 m³/s
- Tamiš (Timiș) s 47 m³/s
- Velika Morava s 232 m³/s
- Timok s 31 m³/s
- Jiu s 86 m³/s
- Iskăr s 54 m³/s
- Olt s 174 m³/s
- Jantra s 47 m³/s
- Argeș s 71 m³/s
- Ialomița s 45 m³/s
- Siret s 240 m³/s
- Prut s 110 m³/s

## Geologija
Donava je geološko gledano precej starejša od Rena, katerega porečje je po pomembnosti primerljivo z donavskim. Danes je Ren edina alpska reka, ki teče proti severu v Severno morje, med zadnjo poledenitvijo v pleistocenu je voda izvirnega dela Rena lahko tekla le v Donavo. Deli te mnogo bolj vodnate Donave so vidni še danes kot kanjoni v Švabski Juri. Po koncu zadnje ledene dobe je prišlo do močne erozije zgornje renske doline, zaradi česar danes dobršen del alpskih voda odteka po Renu in manj po Donavi. Švabska Jura je zgrajena iz poroznega apnenca, dolina Rena pa je nižja od Donave, zato del vode iz struge Donave pod zemljo odteka v 12 km oddaljen Aach, del porečja Rena. Zaradi raztapljanja apnenca se predvideva, da bo nekoč celoten zgornji del Donave tekel v Ren.

## Geografija
Izvirni del Donave tvorita dva potoka v Schwarzwaldu, Breg in Brigach. Breg izvira blizu kraja Furtwangen na nadmorski višini 1078 metrov. Ker je ta potok daljši od Brigacha, se ga običajno navaja kot izvir Donave.. Potoka se zlijeta pri kraju Donaueschingen, kjer v parku postavljen vodnjak iz 19. stoletja Donauquelle simbolizira tradicionalni izvir Donave.
Donava teče po Nemčiji v Baden-Württembergu skozi Sigmaringen in Ulm, prečka Bavarsko (Regensburg in Passau), severno Avstrijo (Linz in Dunaj), skozi Slovaško (Bratislava), kjer ima vzoredni kanal Mala Donava, na Madžarskem pa Mosonska Donava, pred Budimpešto zavije proti jugu, definira hrvaško-srbsko mejo, se pri Vukovarju in Iloku obrne na vzhod v Srbijo, teče skozi Beograd, nato po srbsko-romunski meji skozi sotesko Džerdap (Džerdapska klisura, tudi Železna vrata), po romunsko-bolgarski meji do delte, ki meji na Romunijo, Ukrajino in Moldavijo (300 metrov levega brega pri kraju Giurgiulești).
Umetni kanal Cernavodă (Donava-Črno morje), zgrajen na ozemlju Romunije v dolžini 64 km, skrajša plovbo po Donavi za 400 km. Odprt je bil leta 1984.
V svojem toku reka prečka ozemlje desetih držav (z deleži celotnega porečja Nemčija (7,0 %), Avstrija (10,0 %), Slovaška (5,9 %), Madžarska (11,6 %), Hrvaška (4,4 %), Srbija (10,2 %), Bolgarija (5,9 %), Romunija (29,0 %), Moldavija (1,6 %) in Ukrajina (3,8 %)), njeno porečje v skupni velikosti okrog 800.000 km2 je na ozemlju teh in dodatnih devetih držav, to so Bosna in Hercegovina (4,6 %), Hrvaška (4,5 %), Češka (2,9 %), Slovenija (2,0 %), Črna gora (0,9 %),Švica (0,2 %), Italija (<0,1 %), Poljska (<0,1 %), Makedonija (<0,1 %) in Albanija (<0,1 %).

### Mesta ob reki
Donava teče skozi številna večja in manjša mesta, vključno s štirimi glavnimi mesti držav, kar je več kot katerakoli druga reka. Mesta od izvira do izliva so:
- Nemčija:
  - Baden-Württemberg: Donaueschingen (ob sotočju rek Brigach in Breg) - Möhringen an der Donau - Tuttlingen- Sigmaringen- Riedlingen- Munderkingen - Ehingen - Ulm
  - Bavarska: Neu-Ulm - Günzburg - Dillingen an der Donau - Donauwörth  - Neuburg an der Donau - Ingolstadt - Kelheim - Regensburg - Straubing - Deggendorf - Passau
- Avstrija: Linz - Krems - Tulln - Dunaj (glavno mesto)
- Slovaška: Bratislava (glavno mesto) - Komárno - Štúrovo
- Madžarska: Mosonmagyaróvár - Győr - Komárom - Esztergom - Visegrád - Vác - Szentendre - Dunakeszi - Budimpešta (glavno mesto) - Szigetszentmiklós - Százhalombatta - Ráckeve - Adony - Dunaújváros - Dunaföldvár - Paks - Kalocsa - Baja - Mohács
- Hrvaška: Vukovar - Ilok
- Srbija: Apatin - Bačka Palanka - Futog - Veternik - Novi Sad - Sremski Karlovci - Zemun - Beograd (glavno mesto) - Pančevo - Smederevo - Kovin - Veliko Gradište - Golubac - Donji Milanovac - Kladovo
- Bolgarija: Vidin - Lom - Kozloduj - Orjahovo - Nikopol - Belene - Svištov - Ruse - Tutrakan - Silistra
- Moldavija: Giurgiulești
- Ukrajina: Reni - Izmail - Kilija - Vilkovo
- Romunija: Moldova Nouă - Orșova - Drobeta-Turnu Severin - Calafat - Bechet - Dăbuleni - Corabia - Turnu Măgurele - Zimnicea - Giurgiu - Oltenița - Călărași - Fetești - Cernavodă - Hârșova - Brăila - Galați  - Isaccea - Tulcea - Sulina

Večina Donave je plovne, zato so skoraj vsa mesta ob njej tudi pristanišča.